# 암리스빌
암리스빌(독일어: Amriswil)은 스위스 투르가우주의 보덴호 근처 아르본구에 있는 도시이자, 기초자치체이다.
암리스빌의 공식 언어는 (스위스 표준의 다양한) 독일어지만, 주요 구어 언어는 알레만계 스위스 독일어 방언의 현지 변형이다.

## 역사

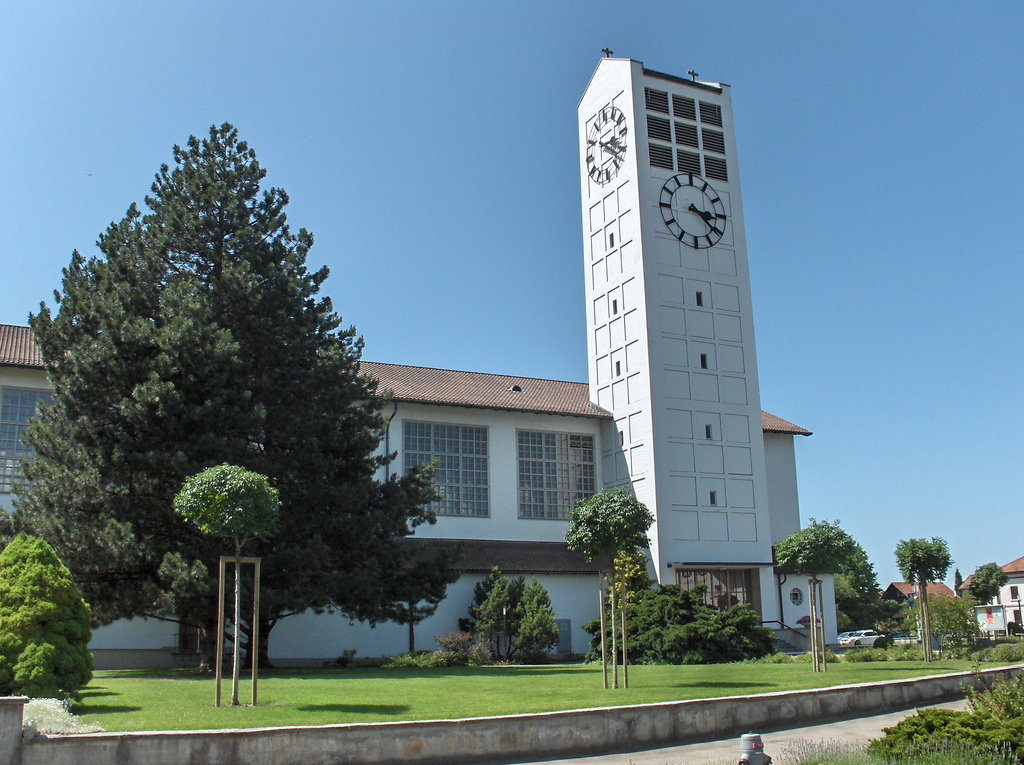
성 스테파노 가톨릭 교회

암리스빌은 799년에 Amalgeriswilare로 처음 언급되었다. 중세 시대에 암리스빌과 브뤼슈빌은 주교 영지의 일부였다. 15세기 동안 헬름스도르프 가문은 Eppishausen에서 통치했다. 17세기 초 암리스윌 마을은 글라루스의 아담 추디에게 매각되었고, 1665년에는 병원이 세인트 갈렌에 매각되었다. 암리스빌, 횔츨리, 브뤼슈빌 및 루티 및 기첸하우스의 주택에 대한 법원 권리는 장크트갈렌 시의 통제 하에 있던 뷔르글렌에 인수되었다. 이 상황은 1798년까지 변하지 않았다.

14세기 중반에 암리스빌에 마리아에게 헌정된 예배당이 세워졌다. 이 예배당은 조메리 교구의 일부였다. 개신교 종교개혁 이후 1529년의 조메리의 대다수는 옛 신앙으로 돌아갔다. 그러나 암리스빌의 주민들은 개혁 신앙을 유지했고, 예배당은 개신교도에게 주어졌다. 1630년 이후에는 매주 설교가 있었고, 1680년 이후에는 예배당에서 정규 주일 예배를 드렸다. 1710년부터 개혁파 목사가 암리스빌에 살았고, 한 교구에서 소메리와 연합했다. 이것은 19세기에 이주하여 종교적 상황이 바뀔 때까지 상황이 유지되었다. 1891년 암리스빌에 대규모 개혁교회가 세워졌다. 그 후 1911년 암리스빌 가톨릭 본당과 솜메리 본당이 분리되어 암리스빌에 독립 본당이 설립되었으며, 1939년 성 스테판 가톨릭 교회가 출범했다.
약 1830년까지 암리스빌은 약간의 농업과 포도 재배 가 있는 평범한 마을이었다. 소의 도입(1833년), 월간시장(1840년), 솜메리에 유제품 설립(1852년), 대규모 방직의 출현, 독일 난민 요제프 살만(1849년)을 통한 편직공장의 개업 등은 구조적 변화의 시작. 그 뒤를 이어 북동부 철도(1855)가 개통되었다. 광장과 역 사이에 새로운 정착지가 생겼다. 마을 중심은 시장 주변의 이전 정착 핵에서 북동쪽으로 쾨플리하우스의 교차로로 이동했다. 그러나 급속한 산업화는 적당한 양의 수력 발전으로 만족스럽게 공급되지 못했다. 사용가능하거나 트래픽 증가를 통해 오히려 기업가적 이니셔티브가 중요한 자극제가 된 것 같다. 잘만(Salmann), 라입(Laib), 및 투히슈미드(Tuchschmid) 회사는 삼인방으로 알려진 제조의 중심지였다. 에스코(Esco)와 뢰브(Löw)는 의류 및 신발 산업의 중요한 대표자였다. 성장은 특히 물 공급에서 구조적 문제를 일으켰고, 1952년에 콘스탄스 호수에서 물을 구입하여 결정적으로 해결되었다.
특히 이탈리아에서 이주하면서 외국인의 수는 1870년 7%에서 1910년 29%로 증가했다. 1925년 헤머스빌과 1932년 뮐레바흐를 포함하여 여러 시민 사회와 마을이 암리스빌로 합병되었다. 건설 및 서비스 부문 – 무역 회사, 호텔 및 레스토랑, 은행, 장애인 서비스(1909), 주립 유치원 훈련 학교(1975) – 새로운 일자리 창출. 삼인방은 다양한 회사가 문을 닫아야 했던 1980년경까지 지역 경제의 핵심으로 남아 있었다. 당시 경제는 보다 균형잡힌 상태였다. 1990년에는 약 90개의 상업용 농업 농장과 약 3,300개의 일자리가 제조업 및 서비스 부문에 있었으며, 그중 47%가 서비스 부문에 있었다.

## 지리
암리스빌의 면적은 2009년 기준으로 19.02k㎡이다. 이 면적 중 12.85k㎡ (67.6%)가 농업 목적으로 사용되는 반면 2.47k㎡ (13.0%)는 산림이다. 나머지 토지 중 3.64k㎡ (19.1%)가 정착(건물 또는 도로), 0.04k㎡ (0.2%)가 강 또는 호수이고, 0.01k㎡ (0.1%)는 비생산적인 토지이다.
건축면적 중 공업용 건물이 전체 면적의 10.8%, 주택과 건물이 2.1%, 교통 기반시설이 0.4%를 차지했다. 전력 및 수자원 기반시설과 기타 특별 개발 지역은 면적의 1.1%를 구성하고, 공원, 녹지대 및 스포츠 필드는 4.7%를 구성한다. 산림 토지 중 전체 토지 면적의 10.5%는 삼림이 무성하고, 2.5%는 과수원이나 작은 나무 군락으로 덮여 있다. 농경지 중 54.5%는 작물 재배에 사용되며, 13.0%는 과수원이나 포도나무 작물에 사용된다. 자치체의 모든 물은 흐르는 물이다.
자치체는 빈터투어 – 아르본과 콘스탄스 - 장크트갈렌 도로가 교차하는 아르본구에 있다. 암리스빌 마을과 Biessenhofen, Oberaach, Schocherswil 및 Räuchlisberg의 작은 마을로 구성되어 있다.

## 인구통계

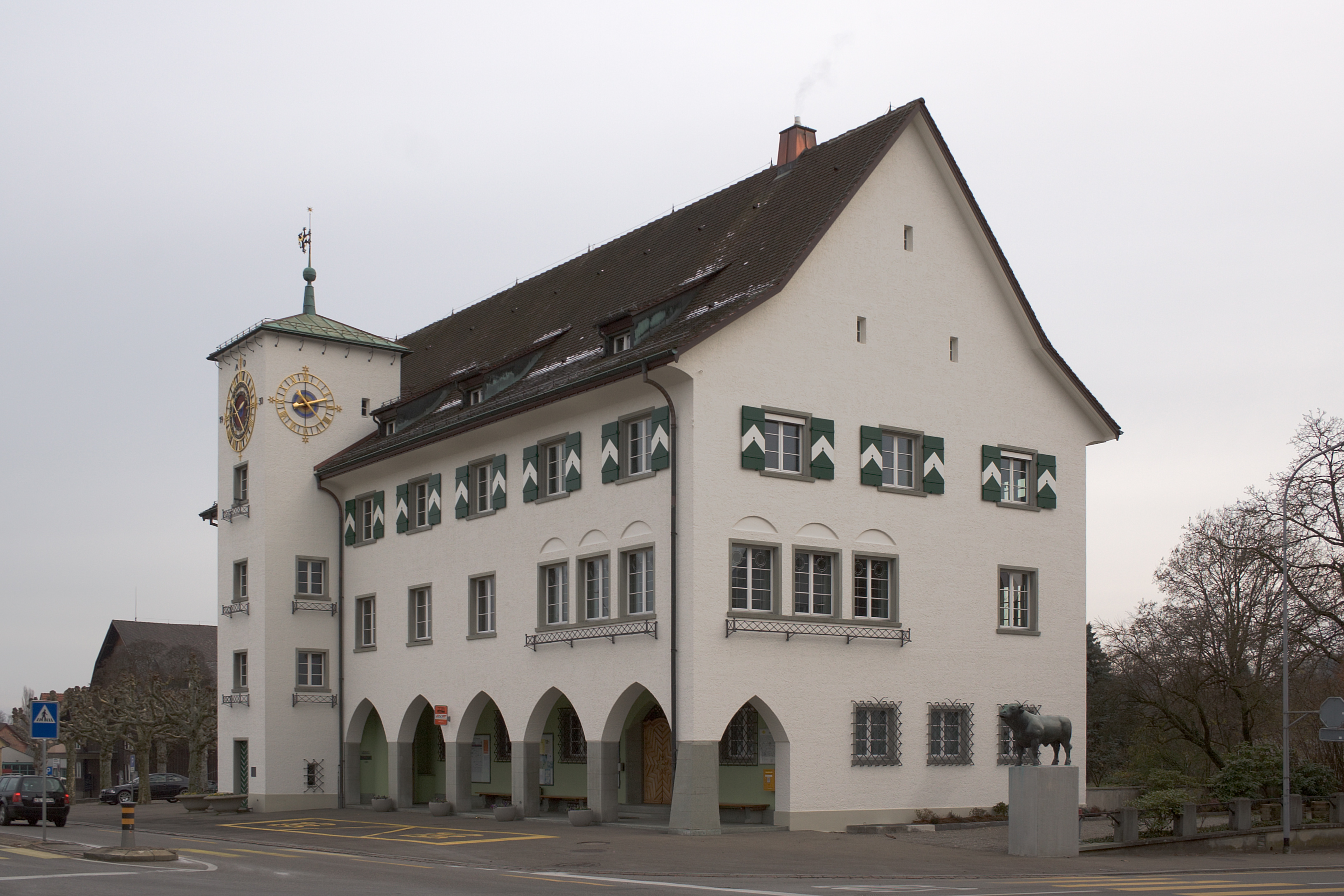
암리스빌 행정청사

2020년 12월 기준, 암리스빌의 인구는 14,211명이다. 2008년 기준으로 인구의 26.4%가 외국인이다. 지난 10년(1997-2007) 동안 인구는 3.6%의 비율로 변화했다. 2000년 기준, 인구 대부분은 독일어 (83.2%)를 사용하며, 이탈리아어가 두 번째로 많이 사용(4.5%)하고, 알바니아어가 세 번째(4.4%)이다.
2008년 기준으로 인구의 성별 분포는 남성 49.0%, 여성 51.0%이다. 인구는 4,129명의 스위스 남성(인구의 35.0%)과 1,646(14.0%)의 비스위스계 남성으로 구성되었다. 스위스 여성은 4,549명(38.6%), 비스위스계 여성은 1,464명(12.4%)이었다.
2008년에는 스위스 시민이 80명, 비스위스계 시민이 39명이었고, 같은 기간에 스위스 시민이 99명, 비스위스계 시민이 11명이었다. 이민 및 이민을 무시하면 스위스 시민의 인구는 19명 감소한 반면 외국인 인구는 28명 증가했다. 스위스에서 다른 국가로 이주한 스위스 남성은 7명, 스위스에서 다른 국가로 이주한 스위스 여성은 5명, 스위스인이 아닌 남성은 68명이었다. 스위스에서 다른 나라로 이주한 스위스인이 아닌 여성 60명과 스위스에서 다른 나라로 이주한 여성 60명. 2008년 전체 스위스 인구 변화(모든 출처에서)는 53명이 증가했고, 비스위스계 인구 변화는 150명이 증가했다. 이는 1.8%의 인구 증가율을 나타낸다.
2009년 현재 암리스빌의 연령 분포는 다음과 같다. 1,207명(인구의 10.1%)이 0~9세이고, 1,540명(12.9%)이 10~19세이다. 성인 인구 중 1,816명(인구의 15.3%(20~29세))이 있다. 1,410명(11.9%)은 30~39세, 1,851명(15.6%)은 40~49세, 1,585명(13.3%)은 50~59세이다. 고령자 분포는 1,100명(인구의 9.260%) 사이이다. 69세는 70~79세가 804명(6.8%), 80~89세가 487명(4.1%), 90세 이상이 94명(0.8%)이다.
2000년 기준으로 자치체의 개인가구는 4,604세대로 가구당 평균 2.4명이다. 2000년에는 총 1,656세대의 거주동 중 1,128호(전체의 68.1%)가 단독주택이었다. 2세대(11.2%)가 185채, 3세대(5.8%)가 96채, 다가구(14.9%)가 247채였다. 자녀가 없는 부부는 2,448명(21.6%), 자녀가 있는 부부는 6,119명(53.9%)이었다. 한부모 가정에 거주하는 사람은 645명(또는 5.7%)이었으며, 한부모 또는 양부모와 함께 거주하는 성인 자녀가 51명, 친척으로 구성된 가구에 거주하는 사람이 47명, 한 가구에 거주하는 사람이 73명이었다. 혈연이 아닌 사람들로 구성되어 있으며, 381명은 시설에 수용되었거나 다른 유형의 집단 주택에 거주하고 있다.
2008년 자치체 공실률은 2.07%였다. 2007년 기준 신규주택 건설률은 인구 1000명당 1.6세대였다. 2000년에는 5,127개의 아파트가 자치체에 있었다. 가장 일반적인 아파트 크기는 4룸 아파트였으며, 그중 1,508세대가 있었다. 1인실 아파트 234채와 6실 이상 아파트 704채가 있었다.
2007년 연방 선거에서 가장 인기 있는 정당은 40.9%의 득표율을 기록한 SVP였다. 다음으로 가장 인기 있는 3개 정당은 CVP (14.89%), FDP (13.41%), SP (11.79%)였다. 이번 연방 총선은 총 2,627표가 투표율 37.8%를 기록했다.
역사적 인구는 다음 표에 나와 있다.
| 년도 | 인구   |
| ---- | ------ |
| 1679 | 139 a  |
| 1850 | 492    |
| 1880 | 1,533  |
| 1910 | 3,322  |
| 1941 | 5,377  |
| 1970 | 7,601  |
| 1980 | 9,013  |
| 1990 | 10,426 |

^a  개혁 교회만 포함

## 국가중요문화제

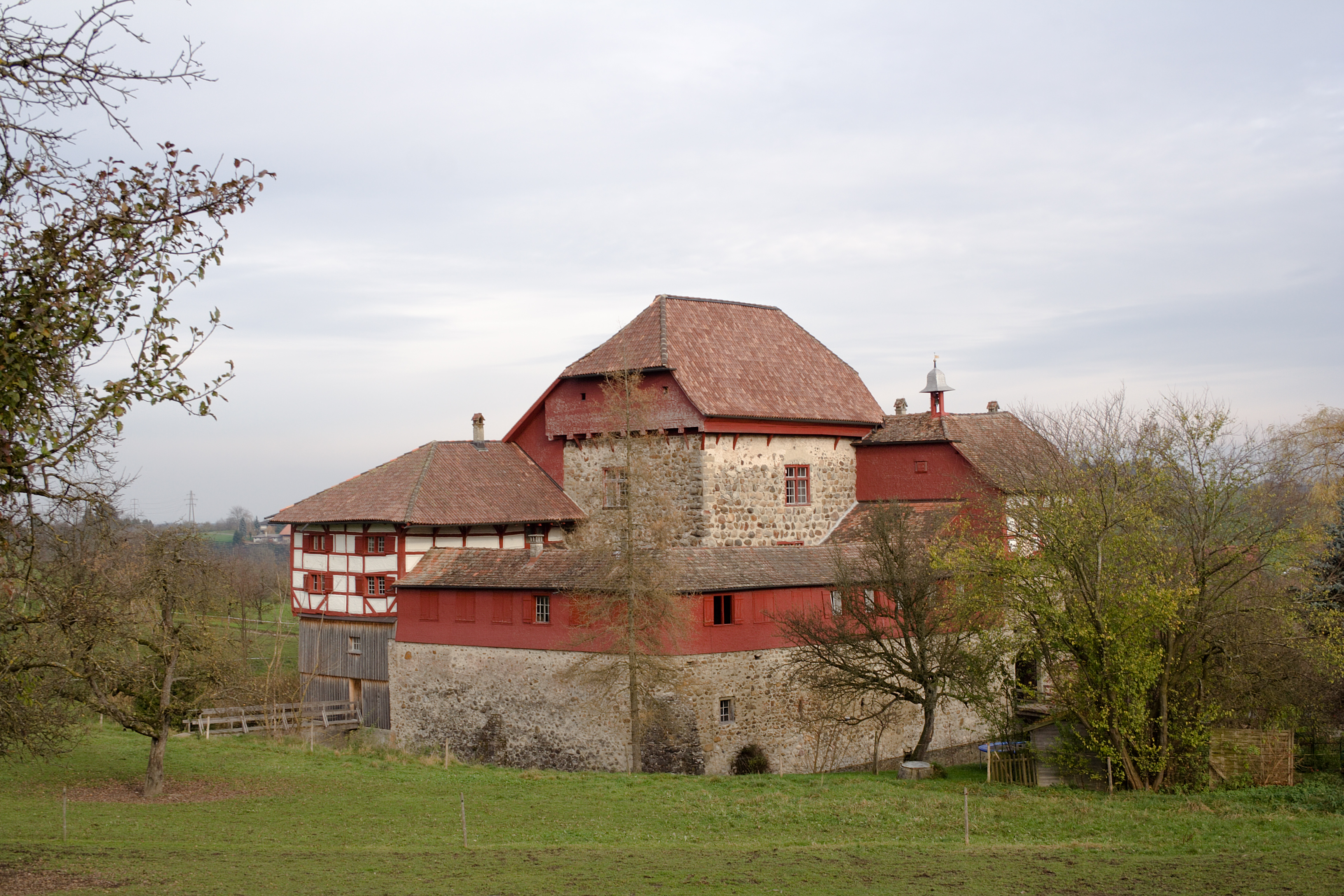
하겐빌성

Bohlenständerhaus Schrofen, 잘만 마차 컬렉션 및 하겐빌성은 국가적으로 중요한 스위스 문화유산으로 등재되어 있다. 하겐빌 바이 암리스빌 마을은 스위스 유산 목록의 일부이다.

## 경제
2007년 현재 암리스빌의 실업률은 2.45%이다. 2005년 기준으로 1차 경제 부문에 248명이 고용되어 있으며, 이 부문에 약 90개 기업이 참여하고 있다. 1,764명의 사람들이 2차 부문에 고용되어 있고, 이 부문에 157개의 기업이 있다. 2,622명이 3차 부문에 고용되어 있으며, 이 부문에는 422개의 기업이 있다.
2000년에는 7,531명의 근로자가 자치체에 살았다. 이 중 3,071명 또는 약 40.8%의 거주자가 암리스빌 외부에서 일했고, 2,080명이 일을 위해 자치체로 통근했다. 지자체에는 총 6,540개의 일자리(주당 최소 6시간)가 있었다. 근로 인구의 9.5%가 출퇴근을 위해 대중교통을 이용했고, 48.8%가 자가용을 이용했다.

## 종교

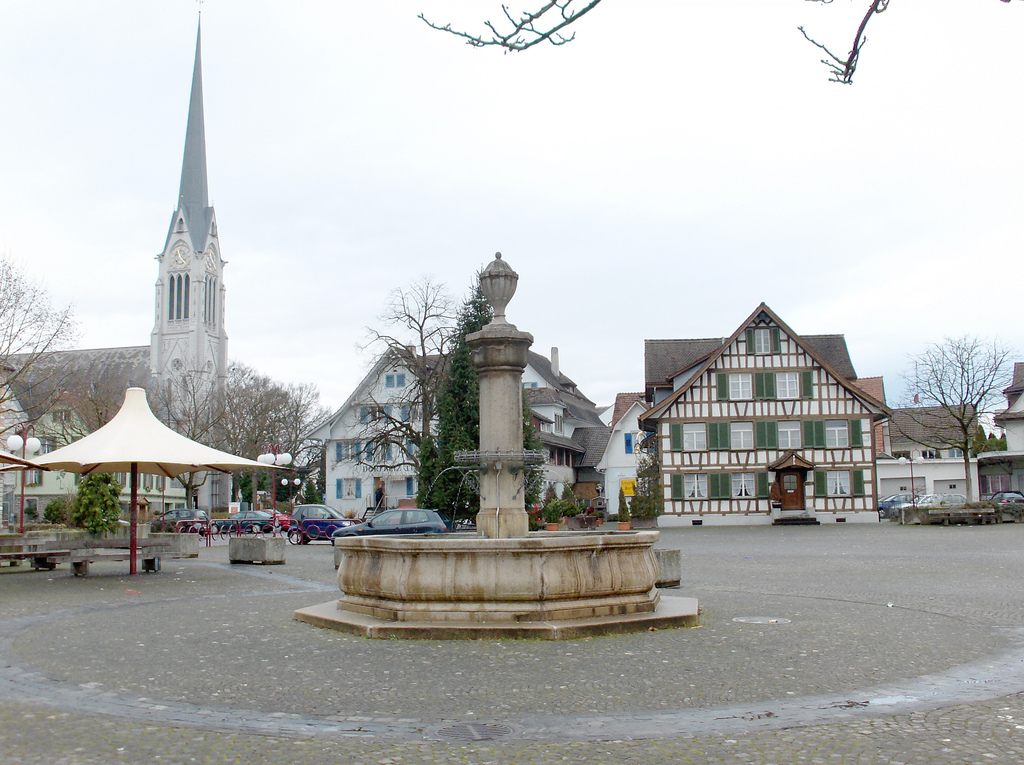
개혁 교회

2000년 인구 조사에 따르면 4,084명(36.0%)이 로마 가톨릭 신자이고, 4,090명(36.0%)이 스위스 개혁 교회에 속해 있다. 나머지 인구 중 스위스 크리스찬 가톨릭 교회 신자는 8명(인구의 약 0.07%)이었고, 정교회에 속한 신자는 398명(인구의 약 3.50%), 그리고 다른 기독교 교회에 속한 451명의 개인(약 3.97%)이 있다. 유대교는 3명(약 0.03%)이었고, 이슬람교는 1,135명(9.99%)이었다. 다른 교회(0.77%)에 속해 있는 88명의 개인(0.77%)이 다른 교회(인구 조사에 등재되지 않음), 591(약 5.20%)이 교회에 속하지 않고, 불가지론 또는 무신론자이며, 509명의 개인(약 4.48%)가 질문에 대답하지 않았다.

## 교육
암리스빌에서는 인구의 약 62.2%(25-64세)가 비필수 고등교육 또는 추가 고등교육(대학 또는 응용학문대학)을 완료했다.
암리스빌은 암리스빌 초등학교와 중학교 학군이 있는 곳이다. 2008/2009 학년도에는 1,474명의 초등 또는 중등 수준의 학생이 있다. 유치원에는 320명의 아이들이 있다. 그리고 평균 학급 규모는 18.82명의 유치원생이다. 유치원에 다니는 아동 중 157명(49.1%)가 여자이고, 103명(32.2%)가 스위스 시민이 아니며, 96명(30.0%가 독일어를 모국어로 사용하지 않았다. 하위 및 상위 기본 단계는 약 5-6세에 시작하여 6년 동안 지속된다. 하위 초등학교에 458명의 아동이 있고, 상위 초등학교에 478명의 아동이 있다. 초등학교의 평균 학급 규모는 18.91명이다. 하위 초등단계에는 240명(52.4%)의 어린이가 여성이고, 123명(26.9%)가 스위스 시민이 아니며, 146명(31.9%)가 독일어를 모국어로 사용하지 않았다. 상위 초등단계에는 여성이 228명(47.7%, 스위스 시민이 아닌 146명(30.5%), 독일어를 모국어로 사용하지 않는 172명(36.0%)가 있다.
중등 수준에서 학생들은 성과에 따라 나뉜다. 중등 단계는 약 12세에 시작하여 보통 3년 동안 지속된다. 고급 학교에 다니는 280명의 십대가 있으며, 그중 149 또는 53.2%)가 여성, 44명(15.7%가 스위스 시민이 아니며, 53명(18.9%)가 독일어를 모국어로 사용하지 않았다. 표준 학교에 다니는 240명의 십대가 있으며, 그중 114명(47.5%)가 여성, 104명(43.3%)가 스위스 시민이 아니며, 112명(46.7%)가 독일어를 모국어로 사용하지 않았다. 마지막으로, 특수 또는 교정 수업에 있는 18명의 십대가 있으며, 그중 9명(50.0%는 여성, 15명(83.3%)는 스위스 시민이 아니며, 15명(83.3%)는 독일어를 모국어로 사용하지 않았다. 중등 수준의 모든 학급의 평균 학급 규모는 20명이다.
암리스빌에는 Bibliothek-Ludothek 도서관이 있다. 도서관은 (2008년 현재) 17,897개의 책 또는 기타 매체를 보유하고 있으며, 같은 해에 82,856개의 항목을 대출했다. 그해에는 주당 평균 17시간씩 총 238일을 열었다.

## 교통
암리스빌은 빌과 로만스호른 사이의 빈터투어-로만스호른선에 있으며, 장크트갈렌 S-반에서 운행하는 차량이 암리스빌과 오버아흐까지 운행된다.